# ヘレナ・ヴィクトリア・オブ・シュレスウィグ＝ホルスタイン
ヘレナ・ヴィクトリア・オブ・シュレスウィグ＝ホルスタイン（英語: Helena Victoria of Schleswig-Holstein, 1870年5月3日 - 1948年3月13日）は、ドイツ＝デンマーク系のシュレースヴィヒ＝ホルシュタイン＝ゾンダーブルク＝アウグステンブルク家の公女で、イギリス王室の一員。ヴィクトリア女王の孫娘の1人。
全名はヴィクトリア・ルイーズ・ソフィア・オーガスタ・アメリア・ヘレナ（Victoria Louise Sophia Augusta Amelia Helena）。

## 生涯

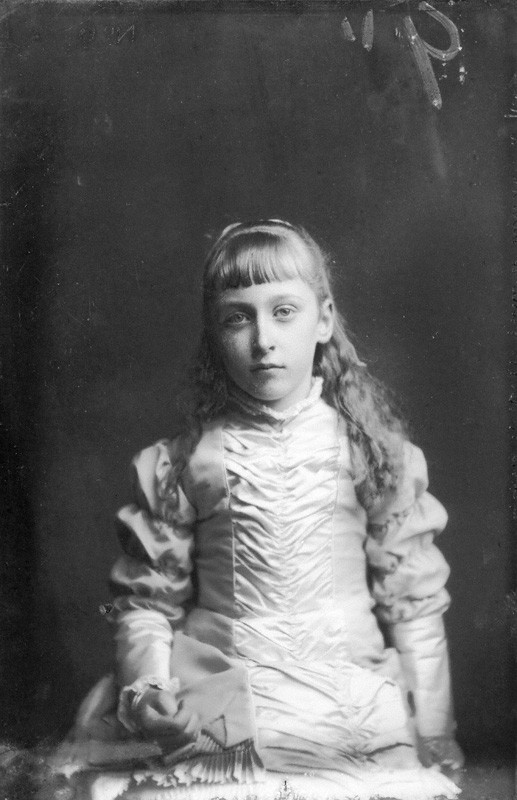
少女時代のヘレナ・ヴィクトリア

シュレースヴィヒ＝ホルシュタイン公フリードリヒ8世の弟クリスティアンと、ヴィクトリア女王の三女ヘレナの間の第3子、長女として、ウィンザー城の近くに立つフロッグモア・ハウス（Frogmore House）で誕生した。両親はカンバーランド・ロッジ（Cumberland Lodge）を住まいとしてイギリスで暮らしており、4人の子供たちも広義のイギリス王室の成員と見なされていた。家族からは「ソーラ（Thora）」の愛称で呼ばれたが、きつい顔立ちをしていたために鴫を意味する「スナイプ（Snipe）」のあだ名で呼ばれることもあった。なお、「ヘレナ・ヴィクトリア」という公式名は彼女の6つの洗礼名の最初と最後を逆にしてつなげたものである。
ヘレナ・ヴィクトリアは生涯独身で通し、母親を手本に様々な慈善活動に従事し、キリスト教青年会（YMCA）、キリスト教女子青年会（YWCA）、ウィンザーのプリンス・クリスティアン病院などに大いに貢献した。第1次世界大戦中には、YWCAの婦人補助部隊を結成して自らその隊長となり、陸軍大臣のキッチナー伯爵の許しを得てフランスに駐屯するイギリス軍を慰問している。
1917年7月、イギリス王ジョージ5世は王家の家名をウィンザー家に変更したうえで、イギリス王室を頼って暮らすドイツ系の親族たちにもドイツ由来の称号を放棄し、正式にイギリスに帰化するよう呼びかけた。ヘレナ・ヴィクトリアは両親および離婚してイギリスに戻っていた妹メアリー・ルイーズと一緒に、アウグステンブルク家の家名を放棄した。しかし、他のドイツ系のイギリス王家の縁者とは違い、一家はイギリス貴族の爵位を受けず、家名を伴わない形で単にプリンス、プリンセスとだけ称することになった。
戦間期、両親を亡くしていたヘレナ・ヴィクトリアと妹メアリー・ルイーズはロンドン郊外のションバーグ・ハウスに移り、この屋敷で音楽家たちのパトロンとして精力的に活動した。第2次世界大戦中、ションバーグ・ハウスはドイツ軍の空襲により破壊され、姉妹はウェストミンスター地区、バークレー・スクエアのフィッツモーリス・パレスに引っ越した。戦後、ヘレナ・ヴィクトリアは重い病気に罹り、最後は車椅子での生活を余儀なくされた。1948年に自宅のフィッツモーリス・パレスで死去し、フロッグモアのイギリス王室の霊廟に葬られた。